# Helicopsyche granpiedrana
Helicopsyche granpiedrana är en nattsländeart som beskrevs av Lazar Botosaneanu och Sykora 1973. Helicopsyche granpiedrana ingår i släktet Helicopsyche och familjen Helicopsychidae. Inga underarter finns listade i Catalogue of Life.